# Bi Wenjing
Bi Wenjing, em chinês simplificado: 畢 文靜, (28 de julho de 1981) foi uma ginasta chinesa, que competiu em provas de ginástica artística.
Ao longo da carreira, foi terceira colocada geral nacional, medalhista em etapas da Copa do Mundo, vencedora por equipes e as paralelas assimétricas nos Jogos do Sudeste Asiático e terceira colocada mundial por equipes e nas barras assimétricas, no Campeonato de Lausana, na Suíça. Na Universíada de 1999, conquistou o bronze na trave de equilíbrio. Em Olimpíadas, conquistou a medalha de prata nas barras assimétricas, ao empatar com a norte-americana Amy Chow, e foi quarta na disputa coletiva.